# Фурункульоз
Фурункульо́з (лат. furunculosis) — гостре гнійно-некротичне запалення волосяного фолікула і пов'язаної з ним сальної залози з оточуючою її клітковиною, найчастіше спричинює стафілокок, іноді — бета-гемолітичний стрептокок. Входить до групи піодермій.
Фурункульоз (його ще називають стафілодермією) характеризується виникненням численних фурункулів, які можуть або локалізуватися (найчастіше — на ділянках шкіри шиї, передпліччя, попереку) — локалізований чи місцевий фурункульоз, або ж поширюватися на різні ділянки шкіри — генералізований фурункульоз.

## Етіологія
Для розвитку місцевого фурункульозу особливе значення мають забруднення шкіри чи тертя одягом, подразнення шкіри хімічними речовинами, мікротравми, а також нераціональне лікування поодинокого фурункула, наприклад, недотримання гігієни шкіри, неправильне застосування зігрівального компресу.
Генералізований фурункульоз виникає часто в ослаблених людей (неправильне харчування, недостатність вітамінів групи А, В, С), які перенесли тяжкі інфекційні хвороби або мають тяжкі хронічні захворювання (коліт, антацидний гастрит, нефрит тощо) з порушенням обміну речовин (наприклад, цукровий діабет), у людей, які піддаються різкому охолодженню або перегріванню, у разі надмірного фізичного навантаження та функціональних порушень нервової системи.
Фурункульоз може перебігати гостро і хронічно. Причиною хронічного фурункульозу може стати сенсибілізація шкіри до стафілококової інфекції.

## Патогенез
Шкіра надійно захищає організм від патогенних мікроорганізмів, попри те, що на ній осідають бактерії, віруси і грибки. Найнебезпечнішими серед бактерій є золотистий і білий стафілококи. За найменших порушень цілісності шкіри (різноманітні порізи, незначні подряпини, розчухування тощо) ці бактерії легко проникають у товщу шкіри й на ній можуть утворюватись малі гнійники чи навіть фурункули.

## Діагностика
Діагноз встановлюється шляхом клінічної оцінки лікарем, яка може включати культивування збудника.

## Перебіг захворювання
Фуру́нкул (лат. furunculus, буквально «маленький злодій»; народна назва — чиряк; порівн. пол. czyrak) виникає тоді, коли мікроорганізми потрапляють до волосяного мішечка. Спочатку виникає почервоніння і невеличкий набряк у вигляді горбочка (інфільтрат). Якщо одразу після появи обробити цей інфільтрат спиртовим розчином йоду чи спиртовим розчином саліцилової кислоти, то він поступово може розсмоктатися без нагноєння.
За іншого розвитку запалення на 3-4 день у центрі інфільтрату, який за цей час збільшується і стає болючим, формується гнійно-некротичний стрижень фурункула. Частіше це відбувається тоді, коли знижується імунітет через хвороби, перевтому, погане харчування, гіповітаміноз, часті стреси тощо. У разі частого забруднення шкіри (частинки пилу, піщинок чи іншого бруду тощо) і зниженого імунітету фурункули можуть виникати один за одним на шкірі різних ділянок тіла. Слід зазначити, що значною мірою імунітет можуть послаблювати такі хвороби, як от цукровий діабет і хронічний алкоголізм. Якщо у людини на шкірі часто виникають фурункули, то потрібно зробити аналіз крові на вміст у ній глюкози та дослідження функції печінки, особливо у тих, хто зловживає алкоголем.
У разі хронічної форми фурункульозу висипання фурункулів виникають повторними спалахами упродовж багатьох місяців через різке зниження опірності організму через ослаблення імунної системи. У разі гострої форми, фурункули виникають одночасно або упродовж деякого часу, часто супроводжуються втомлюваністю, нездужанням, головним болем, підвищеною температурою тіла.

## Лікування
Фурункул може самостійно очиститися, не лопнувши, але частіше його потрібно буде вскрити та видавити. Зазвичай це відбувається спонтанно протягом двох тижнів.   
Регулярне накладання теплого сухого компресу як до, так і після відкриття фурункула може допомогти прискорити загоєння. Місце слід підтримувати в чистоті, мити руки після дотику до нього та обережно утилізувати пов’язки, щоб уникнути поширення бактерій. Лікар може розрізати або «розмити» фурункул, щоб дати йому стекти, але не слід намагатися видавлювати або різати вдома, оскільки це може додатково поширити збудника. Антибіотикотерапія може бути рекомендована при великих або періодичних фурункулах або тих, які виникають у проблемних місцях (таких як пах, груди, пахви, навколо або в ніздрях, або у вусі). Не слід застосовувати антибіотики довше одного місяця, принаймні робити перерву два місяці (бажано більше) між застосуваннями, інакше вони втратять свою ефективність. Якщо у пацієнта хронічні (понад два роки) фурункули, може бути застосована  пластична хірургія. Фурункули, які можуть призвести до серйозних ускладнень, слід розрізати та дренувати, якщо антибіотики неефективні. Це фурункули, які надзвичайно великі, тривають довше двох тижнів або виникають посередині обличчя або біля хребта. Гарячка і озноб є ознаками сепсису і свідчать про необхідність негайного лікування.
Золотистий стафілокок має здатність легко набувати  стійкість до антибактерійних препаратів, ускладнюючи лікування. Виявлення антибактеріальної стійкості S. aureus є важливим при виборі антибактерійних препаратів для лікування.